# Prusia
Prusia (în germană Preußen, în latină Borussia, în letonă și lituaniană Prūsija, în poloneză Prusy) era un stat situat pe teritoriul de astăzi al Germaniei, Poloniei, Lituaniei și Federației Ruse (Prusia Orientală). Ultima capitală a Prusiei era la Berlin. În anii de apogeu (secolele al XVIII-lea și al XIX-lea) era una din marile puteri continentale ale Europei. De asemenea, era statul cu cea mai mare dezvoltare tehnologică din Europa acelei vremi. 
După victoria Prusiei asupra Franței în Războiul franco-prusac, regele Wilhelm I al Prusiei s-a proclamat împărat german în anul 1871. Arhitectul hegemoniei Prusiei asupra țărilor germane era cancelarul Otto von Bismarck, considerat părintele unificării Germaniei în secolul al XIX-lea.

## Istoria Prusiei
Numele de Prusia vine de la prusaci, un neam baltic înrudit cu lituanienii și letonii. Vechea Prusie a fost cucerită și germanizată de Cavalerii Teutoni care au înființat aici Statul Teuton. Uniunea Brandenburgului cu Ducatul Prusiei în 1701 a dus la crearea Regatului Prusiei.

### Regatul Prusiei
Pe 18 ianuarie 1701 principele elector Frederick al III-lea de Brandenburg s-a autoproclamat rege, sub numele Frederic I. Astfel Regatul Poloniei a pierdut legăturile cu Ducatul Prusiei. Pentru a nu-l deranja pe Leopold I, împăratul Sfântului Imperiu Roman, Frederic a luat titlul de Rege în Prusia și nu pe cel de Rege al Prusiei.
Frederic I a fost succedat la tron de fiul său, Frederic Wilhelm I, supranumit "regele soldat", care și-a concentrat activitățile spre organizarea armatei, reușind să creeze o armată dintre cele mai puternice ale Europei. Despre aceasta, Voltaire avea să spună mai târziu: "În timp ce unele state au armată, armata prusacă are un stat!".

### Stat liber în Republica de la Weimar
Republica de la Weimar

### Sfârșitul Prusiei
în 1919 a avut loc Tratatul de la Versailles (sfârșitul primului război mondial), unde Germaniei i se cereau compensații, ea fiind găsită responsabilă pentru acest război. Acest tratat a cauzat un șoc, o traumă anti-Versailles, care a dus urcarea lui Adolf Hitler la putere și in final la Al doilea Război Mondial. Desființarea Prusiei ca stat a fost rezultatul uneia dintre prevederile tratatului de pace din 1947. Aliații au luat această decizie, hotărâți să nu mai repete greșelile din 1919.

## Demografie

### Populația
În 1871, populația Prusiei număra 24,69 milioane, adică 60% din populația Imperiului German. În 1910, numărul populației a crescut până la 40,17 milioane (62% din populația Imperiului). În anul 1914 suprafața Prusiei era de 354.490 km². În mai 1939 Prusia avea o suprafață de 297.007 km² și o populație de 41.915.040 de locuitori. Principatul Neuenburg, acum Cantonul Neuchâtel din Elveția, a făcut parte din regatul Prusiei între 1707 și 1848.

#### Populația non-germanică
În 1871, aproximativ 2,4 milioane de polonezi trăiau în Prusia, constituind cea mai mare minoritate etnică. Alte minorități erau evreii, danezii, frizonii, cașubii (72.500 în 1905), mazurienii (248.000 în 1905), lituanienii (101.500 în 1905), valonii, cehii, kursenieki și sorbii.
Regiunea Poloniei Mari, de unde națiunea poloneză este originară, a devenit Provincia Posen după Împărțirile Poloniei. Polonezii au fost majoritari în această provincie (62% polonezi, 38% germani). De asemenea, porțiunea sudică a Sileziei (Silezia Superioară) avea o majoritate poloneză. Totuși, catolicii, etnicii polonezi și alți slavi, dar și evreii nu au avut statut egal cu protestanții.
Ca rezultat a Tratatului de la Versailles din 1919, celei de-A Doua Republici Poloneze i-a fost oferite nu doar aceste regiuni, dar și regiunile cu o majoritate germană din Provincia Prusia de Vest. După cel de-Al Doilea Război Mondial, Prusia de Est, Silezia și cea mai mare parte din Pomerania și părțile estice ale Brandenburgului au fost anexate fie de Uniunea Sovietică sau Polonia, iar populația germanofonă a fost expulzată.